# Sidi Fredj
Sidi Fredj (detta anche Sidi Ferruch durante il periodo coloniale francese) è un villaggio costiero dell'Algeria situato nel comune di Staoueli, nella provincia di Algeri; già sede dell'antico vescovato di Obori, è oggi sede titolare cattolica.

## Storia
L'antica città di Obori risultava importante nella provincia romana imperiale della Mauretania Caesariensis da divenire una sede suffraganea della sede arcivescovile metropolitana di Caesarea Mauretaniae, ma crollò in seguito con la dominazione araba dell'area come gran parte dell'Africa romana. Oggi la diocesi sopravvive unicamente come sede titolare.
Sidi Fredj tornò in auge nella storia internazionale quando divenne uno dei principali punti di sbarco dei francesi in Algeria nel corso dell'Invasione di Algeri del 1830. Un gran numero di navi francesi vennero chiamate poi Sidi Ferruch in onore di quest'operazione, il nome coloniale che ebbe il villaggio sotto la dominazione francese.

## Il faro di Sidi Fredj
Il villaggio di Sidi Fredj è inoltre sede di un faro di riferimento per i naviganti costieri del Mediterraneo.